# احتياطي مؤكد

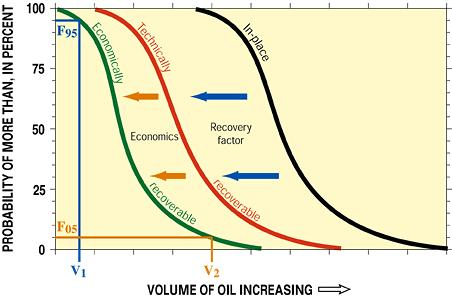
الاحتياطيات المؤكدة هي الاحتياطيات القابلة للإنتاج.

الاحتياطيات المؤكدة (وتسمى أيضًا الاحتياطيات المقاسة (measured reserves)،ون بيه (1P)، أو الاحتياطيات (reserves)) هي مقياس لاحتياطيات طاقة الوقود الأحفوري، مثل احتياطيات النفط، والغاز الطبيعي واحتياطيات الفحم. تُعرف على أنها «[q] كمية مصادر الطاقة المقدرة بدرجة معقولة من اليقين، من تحليل البيانات الجيولوجية والهندسية، لتكون قابلة للاسترداد من الخزانات الراسخة أو المعروفة مع المعدات الموجودة وفي ظل ظروف التشغيل الحالية.» يعتبر الاحتياطي مؤكدًا إذا كان من المحتمل أن 90% على الأقل من المورد قابل للاسترداد بوسائل مربحة اقتصاديًا.
تؤخذ ظروف التشغيل في الاعتبار عند تحديد ما إذا كان الاحتياطي مصنفًا على أنه مؤكد. تشمل ظروف التشغيل سعر التعادل التشغيلي، والموافقات التنظيمية والتعاقدية، والتي بدونها لا يمكن تصنيف الاحتياطي على أنه مؤكد. لذلك يمكن أن يكون لتغيرات الأسعار تأثير كبير على تصنيف الاحتياطيات المؤكدة. قد تتغير الشروط التنظيمية والتعاقدية، وتؤثر أيضًا على مقدار الاحتياطيات المؤكدة. إذا كان من الممكن استرداد موارد الاحتياطي باستخدام التكنولوجيا الحالية ولكنها ليست مربحة من الناحية الاقتصادية، فإنها تعتبر «قابلة للاسترداد تقنيًا» ولكن لا يمكن اعتبارها احتياطيًا مثبتًا. الاحتياطيات التي تقل عن 90% قابلة للاسترداد ولكن أكثر من 50% تعتبر «احتياطيات محتملة» وأقل من 50% «احتياطيات متوقعة».